# Tomáš Mrázek
Tomáš Mrázek (Brno, 24 agosto 1982) è un arrampicatore ceco.
Pratica l'arrampicata in falesia e ha gareggiato nelle competizioni di difficoltà.

## Biografia
Ha cominciato ad arrampicare nel 1997, a quindici anni, presso la falesia Stránská skála vicino a Brno. Il pomeriggio dopo scuola si allenava in palestra e sul muro a casa di un amico. Nel 1999 ha salito il suo primo 8a e l'anno successivo ha vinto il campionato ceco di difficoltà. Una volta terminate le scuole superiori si è dedicato a tempo pieno all'arrampicata.
Dal 2000 partecipa alla competizioni internazionali di arrampicata. Dopo cinque anni di ottimi piazzamenti ha vinto la Coppa del mondo di arrampicata 2004 nella lead. Ha inoltre vinto due Campionati del mondo consecutivi: nell'edizione 2003 a Chamonix e nell'edizione 2005 a Monaco di Baviera. Nel 2010 ha annunciato il ritiro dalle competizioni.
Ha scalato fino al 9a+ lavorato e a vista ha realizzato 2 vie di 8c e 24 vie tra 8b e 8b+.

## Palmarès

### Coppa del mondo
|      | 2000 | 2001 | 2002 | 2003 | 2004 | 2005 | 2006 | 2007 | 2008 | 2009 |
| ---- | ---- | ---- | ---- | ---- | ---- | ---- | ---- | ---- | ---- | ---- |
| Lead | 23   | 3    | 2    | 6    | 1    | 8    | 3    | 3    | 2    | 16   |

### Campionato del mondo
|      | 2001 | 2003 | 2005 | 2007 | 2009 |
| ---- | ---- | ---- | ---- | ---- | ---- |
| Lead | 2    | 1    | 1    | 3    | 18   |

## Statistiche

### Podi in Coppa del mondo lead
| Stagione | 1º | 2º | 3º | Podi totali |
| -------- | -- | -- | -- | ----------- |
| 2001     | 2  |    |    | 2           |
| 2002     |    | 3  | 1  | 4           |
| 2003     |    | 2  |    | 2           |
| 2004     | 4  | 4  | 1  | 9           |
| 2006     | 1  |    | 3  | 4           |
| 2007     | 2  | 1  | 1  | 4           |
| 2008     | 1  | 1  | 1  | 3           |
| 2009     |    |    | 1  | 1           |
| Totale   | 10 | 11 | 8  | 29          |

## Falesia

### Lavorato
- 9a+/5.15a:
  - Xaxid Hostel - Mišja Peč (SLO) - 5 novembre 2009 - Prima salita[5]
  - Open Your Mind Direct - Santa Linya (ESP) - 2009[6]
- 9a/5.14d:
  - Halupca 1978 - Mišja Peč (SLO)
  - Fuck the system - Santa Linya (ESP) - 20 marzo 2009
  - Seleció natural extensión - Santa Linya (ESP) - 10 marzo 2009
  - Analogica - Santa Linya (ESP) - 16 dicembre 2008[7]
  - Martin Krpan - Mišja Peč (SLO) - 5 aprile 2005
  - Sanjski Par Extension - Mišja Peč (SLO) - 4 aprile 2003
  - Underground - Massone (ITA) - 2002 - Via di Manfred Stuffer del 1998

### A vista
- 8c/5.14b:
  - Humildes pa´casa - Oliana (ESP) - 17 marzo 2009
  - Pata Negra - Rodellar (ESP) - 10 agosto 2005 - Secondo 8c a vista della storia dopo quello di Yuji Hirayama[8]